# Pterotaea plagia
Pterotaea plagia là một loài bướm đêm trong họ Geometridae.